# سابينه ماير
سابين ماير (بالألمانية: Sabine Meyer)‏ (و. 1959 – م) هي clarinetist، وأستاذة جامعية، من ألمانيا، ولدت في كريلزهايم.

## جوائز
حصلت على جوائز منها:
- ضابط الصليب من وسام استحقاق جمهورية ألمانيا الاتحادية
- وسام الاستحقاق لبادن-فورتمبيرغ.

## روابط خارجية
- سابينه ماير على موقع IMDb (الإنجليزية)
- سابينه ماير على موقع مونزينجر (الألمانية)
- سابينه ماير على موقع ميوزك برينز (الإنجليزية)
- سابينه ماير على موقع أول ميوزيك (الإنجليزية)
- سابينه ماير على موقع ديسكوغز (الإنجليزية)